# Ferenc Konrád
Ferenc Konrád (* 17. April 1945 in Budapest; † 21. April 2015 ebenda) war ein ungarischer Wasserballspieler. Er war mit der ungarischen Nationalmannschaft Olympiasieger 1976, Olympiazweiter 1972 und Olympiadritter 1968. Außerdem war er Weltmeister 1973 sowie Europameister 1974.

## Karriere
Ferenc Konrád spielte von 1956 bis 1966 bei Budapesti VSC, dann bis 1980 bei Orvosegyetem SC und gegen einen Ende seiner aktiven Karriere als Wasserballer beim Külker SC. Mit OSC wurde er 1966 erstmals ungarischer Meister. Konrád wurde am Ende dieser Saison zum ungarischen Wasserballspieler des Jahres ernannt. Es folgten von 1969 bis 1974 weitere sechs Meisterschaften und ein letzter Meistertitel 1978. Weitere Erfolge waren der Gewinn des Europapokals der Landesmeister 1972 und 1978 sowie des ungarischen Pokals 1970 und 1974.
Als Student der Semmelweis-Universität nahm Konrád mit der ungarischen Mannschaft an der Universiade 1965 teil und gewann den Titel.
Von 1963 bis 1976 wirkte Konrád in 178 Länderspielen mit. Bei der Europameisterschaft 1966 in Utrecht belegten die Ungarn den fünften Platz bei der Europameisterschaft. Bei den Olympischen Spielen 1968 in Mexiko-Stadt verloren die Ungarn das Halbfinale gegen die Jugoslawen, siegten aber im Spiel um Bronze gegen Italien. Konrád warf insgesamt elf Tore, davon zwei im Halbfinale.
Bei der Europameisterschaft 1970 in Barcelona gewannen die Ungarn ihre Vorrundengruppe vor der Mannschaft aus den Niederlanden. In der Finalrunde belegten die Ungarn den zweiten Platz hinter der sowjetischen Mannschaft und vor den Jugoslawen. Bei den Olympischen Spielen 1972 gewannen die Ungarn die Silbermedaille hinter der sowjetischen Mannschaft, die wegen der besseren Tordifferenz Gold erhielt. Konrad warf im Turnierverlauf sieben Tore.
1973 fand in Belgrad die erste Weltmeisterschaft im Wasserball statt. Die Ungarn gewannen den Titel vor der sowjetischen Mannschaft. Auch 1974 bei der Europameisterschaft in Wien gewannen die Ungarn vor der sowjetischen Mannschaft. Im Jahr darauf erreichten bei der Weltmeisterschaft in Cali nur vier Mannschaften die Endrunde. Die sowjetische Mannschaft gewann Gold vor der ungarischen Mannschaft. Zum Abschluss seiner Karriere erzielte Konrád bei den Olympischen Spielen 1976 in der Vorrunde noch einen Treffer. Beim Turnier in Montreal gewann die ungarische Mannschaft die Goldmedaille vor den Italienern.
1971 schloss Ferenc Konrád sein Studium zum Zahnarzt an der Semmelweis-Universität ab. Ab 1992 war er als Assistenzprofessor tätig und betrieb nebenher eine Privatpraxis. Seinem Sport blieb er als Trainer und Schiedsrichter verbunden. Ferenc Konráds Brüder Sándor Konrád und János Konrád waren ebenfalls ungarische Nationalspieler.
Ferenc Konrád starb am 21. April 2015 im Alter von 70 Jahren in Budapest.